# Volby do Knesetu 1977
Volby do 9. Knesetu se v Izraeli konaly 17. května 1977. Poprvé v izraelské historii v nich zvítězila pravice vedená stranou Likud, která tak přerušila téměř třicetiletou hegemonii levicových stran (Ma'arach a jeho předchůdkyně Mapaj). Tento dramatický posun v izraelské politice se stal v Izraeli známý jako „revoluce“ (hebrejsky: המהפך, ha-Mahapach), a to díky větě, kterou pronesl televizní hlasatel Chajim Javin při oznamování výsledků voleb. Prohlásil tehdy: „Dámy a pánové – revoluce!“ (hebrejsky: !גבירותי ורבותי - מהפך, Gvirotaj ve-rabotaj - mahapach!). Volby předznamenaly téměř dvě desetiletí trvající stav, kdy měla levice a pravice v Knesetu přibližně stejné množství poslanců.
Volební účast byla 78,2 %, což byla nejvyšší úroveň od voleb v roce 1965.

## Výsledky
| strana                              | hlasů     | % hlasů | křesel na začátku funkčního období | křesel na konci funkčního období |
| ----------------------------------- | --------- | ------- | ---------------------------------- | -------------------------------- |
| Likud                               | 583,968   | 33.4%   | 43                                 | 40                               |
| Ma'arach                            | 430,023   | 24.6%   | 32                                 | 33                               |
| Demokratické hnutí za změnu (Daš)   | 202,265   | 11.6%   | 15                                 | 0                                |
| Národní náboženská strana           | 160,787   | 9.2%    | 12                                 | 12                               |
| Chadaš                              | 80,118    | 4.6%    | 5                                  | 5                                |
| Agudat Jisra'el                     | 58,652    | 3.3%    | 4                                  | 4                                |
| Flatto-Šaron                        | 35,049    | 2.0%    | 1                                  | 1                                |
| Šlomcijon                           | 33,947    | 1.9%    | 2                                  | 0                                |
| Levicový tábor Izraele              | 27,281    | 1.6%    | 2                                  | 1                                |
| Sjednocená arabská kandidátka       | 24,185    | 1.4%    | 1                                  | 1                                |
| Poalej Agudat Jisra'el              | 23,571    | 1.3%    | 1                                  | 1                                |
| Rac                                 | 20,621    | 1.2%    | 1                                  | 1                                |
| Nezávislí liberálové                | 20,384    | 1.2%    | 1                                  | 1                                |
|                                     |           |         |                                    |                                  |
| Hnutí za obrodu dělnického sionismu | 14,516    | 0.8%    | 0                                  | 0                                |
| Bejt Jisra'el                       | 9,505     | 0.5%    | 0                                  | 0                                |
| Arabské reformní hnutí              | 5,695     | 0.3%    | 0                                  | 0                                |
| Strana žen                          | 5,674     | 0.3%    | 0                                  | 0                                |
| Kach                                | 4,396     | 0.3%    | 0                                  | 0                                |
| Chofeš                              | 2,498     | 0.1%    | 0                                  | 0                                |
| Nová generace                       | 1,802     | 0.1%    | 0                                  | 0                                |
| Sionští panteři                     | 1,798     | 0.1%    | 0                                  | 0                                |
| Do Kijum be-Cedek                   | 1,085     | 0.1%    | 0                                  | 0                                |
| celkem                              | 1,747,820 | 100%    | 120                                | 100                              |
|                                     |           |         |                                    |                                  |
| Šinuj                               | -         | -       | 0                                  | 5                                |
| Telem                               | -         | -       | 0                                  | 4                                |
| Techija                             | -         | -       | 0                                  | 2                                |
| Mifleget ha-Ichud (Strana jednoty)  | -         | -       | 0                                  | 2                                |
| Achva                               | -         | -       | 0                                  | 1                                |
| Jeden Izrael                        | -         | -       | 0                                  | 1                                |
| Ja'ad                               | -         | -       | 0                                  | 1                                |
| Josef Tamir                         | -         | -       | 0                                  | 1                                |
| Jigael Jadin                        | -         | -       | 0                                  | 1                                |
| Benjamin Halevy                     | -         | -       | 0                                  | 1                                |
| Šmuel Tamir                         | -         | -       | 0                                  | 1                                |
| Demokratické hnutí                  | -         | -       | 0                                  | 0                                |
| Rafi – Národní kandidátka           | -         | -       | 0                                  | 0                                |
| celkem                              |           |         | 120                                | 120                              |

## Po volbách
Po proběhlých volbách sestavil 20. června 1977 předseda vítězné strany Likud Menachem Begin v pořadí osmnáctou vládu. Ta, kromě Likudu, zahrnovala Národní náboženskou stranu, Agudat Jisra'el a Šlomcijon, která se brzy sloučila s Likudem. Nová vláda ukončila historickou alianci mezi náboženskými stranami a dříve dominantním levicovým blokem, a zároveň započala období spojenectví mezi náboženskými stranami a pravicovým blokem. Členem vlády byl i Moše Dajan, někdejší poslanec Ma'arachu, a to jako ministr zahraničních věcí (v důsledku toho byl Dajan vyloučen z Ma'arachu a založil tak vlastní stranu Telem, která ale neměla dlouhého trvání).
Begin ponechal čtyři ministerské posty prázdné (komunikací, spravedlnosti, práce a sociálních věcí a dopravy), doufaje, že přesvědčí stranu Daš ke vstupu do vlády. To se mu podařilo 24. října a Jigael Jadin byl jmenován místopředsedou vlády. Koaliční vláda však měla většinu i bez strany Daš a samotná tato strana se po méně než roce v září 1978 rozpadla.
Za Beginovy vlády došlo k podpisu dohod z Camp Davidu a mírové smlouvy s Egyptem, což mělo za následek odchod Izraele ze Sinaje. V důsledku toho opustila vládu strana Techija a strana Jeden Izrael se oddělil od Likudu. Při schvalování mírových dohod se nakonec Begin musel spolehnout na hlasy opozičních poslanců, neboť někteří jeho poslanci, včetně budoucích premiérů Ariela Šarona a Jicchaka Šamira hlasovali buď proti, či se hlasování zdrželi.